# 跳出星光樂園 大家的目標！偶像☆大賽
《跳出星光樂園 共同目標！偶像☆大賽》標題公開，於2015年10月24日以2D與3D上映。

## 主要角色
真中菈菈（Manaka Laala，配音員：茜屋日海夏（日本））
帕普莉卡學園小學部6年級生。
在星光樂園在經歷短短9個月的偶像期間，偶像等級類別提升，從主流偶像中的「火熱偶像」中冒起。
當正認為這是一帆風順的兆頭時，突然被宣告組合解散。
為了成為「星光樂園夢幻巡遊」的主演，以被選拔的5人為目標，希望能再次組成「SoLaMi♡SMILE」。
魅力特點是「可愛」（ラブリー），魅力顏色是「粉紅」（ピンク）。
南美莉（Minami Mirei，配音員：芹澤優（日本））
帕布立卡學園中學部2年級生。
以前因以角色塑造的偶像形象與平日自己的差距而煩惱。
因為不再說「噗哩」的事件而造就現在的自己，並且接受了自己真實的一部份。
在新的學期擔任風紀委員的同時，亦被任命為學生會會長。但發罰單的職責卻一如往常。
魅力特點是「流行」（ポップ），魅力顏色是「藍色」（ブルー）。
北條蘇菲（Hojo Sophie，配音員：久保田未夢（日本））
帕布立卡學園中學部3年級生。
沒有「Red Flash」（酸梅）便會變得「Fancy Mode」（頹廢沒幹勁）的情況持續不變。
不過，改變的是：不再過份依賴「Red Flash」而是靠自己力量努力向前的姿態。
魅力特點是「酷炫」（クール），魅力顏色是「紫色」（パープル）。
東堂詩音（Todo Sion，配音員：山北早紀（日本））
帕布立卡學園中學部2年級生。原本是圍棋冠軍的學生。
說話時常會混入圍棋用語及四字成語。
與桃樂絲和雷歐那3人為「Dressing Pafé」組隊，團隊凝聚力強大，和「SoLaMi♡SMILE」相等。
和菈菈一樣也被要求隊伍要強制解散。
魅力特點是「酷炫」（クール），魅力顏色是「紫色」（パープル）。
桃樂絲・威斯特（Dorothy・West，配音員：澁谷梓希（日本））
帕布立卡學園中學部2年D班。
雷歐那的雙胞胎姐姐，有點小惡魔的個性的偶像。
只有在「Dressing Pafé」及菈菈們的交流之中，才會看到坦率又可愛的一面。
因為毒舌被阿洛瑪看上。
魅力特點是「流行」（ポップ），魅力顏色是「藍色」（ブルー）。
雷歐那·威斯特（Reona・West，配音員：若井友希（日本））
帕布立卡學園中學部2年A班，桃樂絲的雙胞胎弟弟。
明明是男孩子卻不知道為什麼會收到星光樂園的票根，和姐姐一起成為星光樂園的偶像。
一直都很隨和的認同別人的意見，不過卻有著「不論怎樣都想幫助他」的意志，實際上有著很堅強的一面。
魅力特點是「流行」（ポップ），魅力顏色是「藍色」（ブルー）。
法露璐（Falulu，配音員：赤崎千夏（日本））
由各個少女「好想成為偶像」的憧憬而誕生的歌姬玩偶。
不斷尋找擁有傳說中星光美聲的偶像的謎之少女。
曾在觀眾席觀偶然看菈菈的首次登台表演，提出專有名詞 Prism Voice，並認為她是傳說中的星光美聲持有者。
完全沒有被召喚前的記憶，對偶像與現實的知識都是被獨角獸教育的。
在輸掉額外比賽後，交換撕開的朋友門票而導致再度沉睡。
最後聽到大家對自己醒來的想法，以星光美聲奇蹟地被喚醒。「覺醒」的法露璐得以重生。
失去了從前複製的能力，取而代之得到的是普通少女的心。
現在跟獨角一起探索星光樂園未開發的地區。
這個夏天，利用休息的時間回到樂園宿的星光樂園遊玩。
魅力特點是「可愛」（ラブリー），魅力顏色是「粉紅」（ピンク）當中並帶有一個金色蝴蝶結。
黑須阿洛瑪（Kurosu Aroma，配音員：牧野由依（日本））
就讀私立辣椒學園小學部6年級生
自稱是來自魔界使者的惡魔系偶像。自稱為「吾（われ）」。
雖然現在會用惡魔的語氣說話，但以前似乎不會。
因為詛咒而困擾著的女孩，會使用魔法，心願是想要順利施展詛咒。
為了讓菈菈加入自己隊伍，對策著如何拆散她的隊伍。
與蜜柑幼稚園時就認識了。
看到蜜柑和SoLaMi Smile 一起凖備她的生日時，因為蜜柑不讓她看，於是產生誤會，向蜜柑等人説解散末日戰場。
魅力特點是「酷炫」（クール），魅力顏色是「紫色」（パープル）。
白玉蜜柑（Shiratama Mikan，配音員：渡部優衣（日本））
就讀私立辣椒學園小學部6年級生
自稱是能使用神的力量的天使系偶像。
一直都是輔佐著阿洛瑪行動著，但心願是解開阿洛瑪施下的詛咒。
自稱為「蜜柑（みかん）」，語末都會加上，是個愛吃的偶像。
與阿洛瑪幼稚園時就認識了。
魅力特點是「可愛」（ラブリー），魅力顏色是「粉紅」（ピンク）。
綠風芙羽璃（Midorikaze Fuwari，配音員：佐藤梓（日本））
受王子的邀請，為了參加星光樂園的公主候選，從歐洲來到私立辣椒學園寄宿，轉學入中等部2年D班就讀。
富有自然的魅力，擅於親近動物，但對都市生活的各種常識似乎嚴重欠缺。
決定退出公主候選的計畫，以一般學生的身分留在辣椒學園。
魅力特點是「自然」（Nature），魅力顏色是「綠色」。

## 工作人員
- 原作 - Tomy Arts・Shin Sofia
- 導演 - 依田伸隆
- 編劇 - 三重野瞳
- CG總監 - 乙部善弘
- 3D演出 - 三田邦彦
- 製作 - 10GAUGE、キューテック
- 監製 - 《跳出星光樂園》製作委員會
- 發行商 - Avex Pictures